# Burley (Idaho)
Burley è una città (city) degli Stati Uniti d'America, situata nelle contee di Cassia, di cui è capoluogo, e di Minidoka, nello Stato dell'Idaho.